# Bogdan Mara
Ion Bogdan Mara és un futbolista romanès, nascut el 20 de setembre de 1979. Ocupa la posició de migcampista.
Al llarg de la seua carrera, ha jugat per a Inter Sibiu, Dinamo Bucureşti (dues etapes), Farul Constanţa, FC Argeş Piteşti (dues etapes), Deportivo Alavés, Tianjin Teda, Polideportivo Ejido, Rapid Bucureşti, Stal Alchevsk, UTA Arad, Unirea Urziceni, CFR Cluj i Iraklis, club pel qual va signar el 15 de gener del 2010.
Ha estat internacional amb la selecció romanesa en 11 ocasions, tot marcant un gol, en un amistós davant Letònia el 2000.

## Títols
- Copa de Romania: 2000, 2009
- Lliga de Romania: 08/09
- Supercopa de Romania: 08/09